# Лаук, Герд
Герд Лаук (нем. Gerd Lauck; 5 июля 1931 — 10 октября 2005) — немецкий футболист, защитник. Выступал за сборную Саара.

## Биография

### Клубная карьера
На протяжении всей профессиональной карьеры выступал за клуб юго-западной зоны немецкой Оберлиги «Боруссия» Нойнкирхен. В его составе провёл не менее десяти сезонов и сыграл 239 матчей, в которых забил 13 голов. В трёх сезонах подряд занимал с командой второе место в Оберлиге, что давало право участие в финальной стадии чемпионата Германии, но дважды (в 1959 и 1961 годах) «Боруссия» выбывала уже в первом квалификационном раунде. В розыгрыше 1960 года принял участие во всех 6 матчах группового этапа и отметился голом в ворота «Карлсруэ», а его команда заняла третье место в группе, набрав 5 очков. В 1959 году дошёл с командой до финала Кубка Германии, где в финальной игре «Боруссия» уступила клубу «Шварц-Вайс» со счётом 2:5. Завершил карьеру в сезоне 1961/62.

### Карьера в сборной
Дебютировал за сборную Саара 1 мая 1955 года в товарищеском матче со второй сборной Португалии, в котором появился на замену после перерыва, заменив Вилли Зиппеля. В дальнейшем принял участие ещё в пяти товарищеских матчах, в том числе во встрече 6 июня 1956 года против Нидерландов (2:3), которая стала последней в истории сборной Саара. 1 января 1957 года Протекторат Саар официально вошёл в состав ФРГ и сборная прекратила своё существование.